# 卧龙岗遗址
卧龙岗遗址，位于中国河北省保定市东引村，为保定市定兴县的一个省级文物保护单位，类型为古遗址，公布时间为1982年7月23日。
卧龙岗遗址的历史年代为商。